# Parafia św. Wojciecha Biskupa i Męczennika w Białymstoku
Parafia pw. Świętego Wojciecha w Białymstoku – rzymskokatolicka parafia należąca do dekanatu Białystok-Śródmieście, archidiecezji białostockiej, metropolii białostockiej.

## Historia parafii
Kościół został zbudowany z ofiar fabrykantów niemieckich, w dzielnicy, gdzie w początkach XIX wieku powstały dwie osady niemieckie: Kleindorf i Neudorf. Uroczyste poświęcenie świątyni odbyło się dnia 24 czerwca 1912 r. Pierwszym proboszczem został pastor Teodor Zirkwitz, który pracował w Białymstoku od 1903 do 1938 r. W 1938 r. parafia liczyła 3 800 wyznawców. 
Okres II wojny światowej
Po zajęciu miasta przez wojska rosyjskie w 1939 r. parafia formalnie przestała istnieć. Po ataku Niemiec na Rosję w 1941 r. w kościele tylko okazjonalnie odprawiano nabożeństwa dla oddziałów armii niemieckiej zdążających na front wschodni. Dnia 19 sierpnia 1944 r., pełnomocnik PKWN major Leonard Borkowicz i wojewoda białostocki dr Jerzy Sztachelski, przekazali Dekanatowi Białostockiemu posesje wraz z kościołem na ręce ks. dziekana Aleksandra Chodyki 
Dnia 29 września 1944 r. poświęcono kościół pod wezwaniem św. Wojciecha Biskupa i Męczennika i oddano pod zarząd ks. Antoniego Zalewskiego, który jako rektor kościoła wraz z ks. Janem Zabanskim prowadził prace duszpasterska aż do roku 1961, kiedy to kościół przejęło Arcybiskupie Wyższe Seminarium Duchowne, które zostało usunięte z budynku przy ul. Słonimskiej 8.
Pierwsze nabożeństwo katolickie zostało odprawione 31 października 1944 r. w intencji 18 tys. Polaków pomordowanych i pochowanych w Grabówce koło Białegostoku. 
Po II wojnie światowej
Dnia 29 grudnia 1955 r. Konsystorz Kościoła Ewangelicko-augsburskiego wniósł sprawę do Sądu Wojewódzkiego w Białymstoku przeciwko Prezydium MRN w Białymstoku, rzymskokatolickiej Kurii Arcybiskupiej oraz Miejskiemu Zarządowi Budownictwa Mieszkaniowego o zwrot nieruchomości i kościoła. Proces trwał do 1972 r., to jest do czasu zawarcia polubownej umowy między Konsystorzem a rzymskokatolicką Kurią Arcybiskupią. Na mocy tej umowy posesja wraz z budynkami i kościołem stała się własnością Kurii Arcybiskupiej w Białymstoku. 
W latach 1961–1979 był kościołem seminaryjnym. Pracę duszpasterską sprawowali Księża Profesorowie. Każdorazowy Rektor Arcybiskupiego Wyższego Seminarium Duchownego był rektorem kościoła. I tak w kolejności: biskup Władysław Suszyński, ks. infułat Antoni Cichoński i ks. prałat dr Stanisław Piotrowski. Od 1964 r. w kościele św. Wojciecha odbywały się rekolekcje akademickie. W 1961 r. rekolekcje dla inteligencji prowadził tu ks. Karol Wojtyła z Krakowa - papież Jan Paweł II. 
Ustanowienie parafii
Dnia 26 sierpnia 1979 r. dekretem Kurii Arcybiskupiej w Białymstoku została erygowana parafia pod wezwaniem św. Wojciecha Biskupa i Męczennika. Dekret niniejszy wszedł w życie dnia 9 września 1979 r. Pierwszym proboszczem został ks. prałat dr Zygmunt Lewicki.
Parafia w III RP
Począwszy od 25 stycznia 1997 r. w kościele przechowywane są Relikwie św. Wojciecha przekazane przez Prymasa Polski, Kardynała Józefa Glempa. Z racji na ten fakt, kościół podniesiony został do rangi diecezjalnego Sanktuarium Św. Wojciecha. W dniu 26 czerwca 2011 roku obowiązki proboszcza parafii przejął ks. prałat Jan Wierzbicki. Obecnie parafia liczy ponad 8 tys. wiernych.
Dnia 15 września 2013 r. doszło do pożaru. W wyniku czego najbardziej ucierpiała konstrukcja dachowa wieży, która uległa całkowitemu zniszczeniu - zawaleniu.

## Miejsca święte
Kościół parafialny
Ewangelicko-augsburski kościół pod wezwaniem św. Jana Chrzciciela w Białymstoku (taki pierwotny tytuł miał kościół św. Wojciecha), został zbudowany w latach 1908-1912 w stylu neoromańskim, z czerwonej cegły, według projektu architekta z Łodzi, Jana Wendego.
Dnia 15. września 2013 r. około godziny 10 wybuchł pożar na wieży. Pomimo akcji gaśniczej dach wieży uległ zawaleniu.
Kościoły filialne i kaplice
Kaplica seminaryjna pw. św. Jerzego w Białymstoku

## Duszpasterze[2]
Proboszczowie
- ks. Antoni Zalewski (1944–1961)
- W latach 1961–1979 pracę duszpasterską w kościele seminaryjnym sprawowali księża rektorzy Arcybiskupiego Wyższego Seminarium Duchownego: 
  - bp Władysław Suszyński,
  - ks. infułat Antoni Cichoński
  - ks. prałat dr Stanisław Piotrowski
- ks. kan. Stanisław Szczepura (1989–2011)
- ks. prałat Jan Wierzbicki (2011–)

Wikariusze
- ks. Sławomir Dąbrowski
- ks. Leszek Jakoniuk
- ks. Piotr Szmigielski

## Obszar parafii
W granicach parafii znajdują się ulice Białegostoku:

- Chopina,
- Chrobrego,
- Elektryczna (1-9, do rz. Białej),
- Gliniana,
- Koszykowa,
- Branickiego,
- Pałacowa (parzyste),
- Mieszka I (2/1),
- Modlińska,
- Orzeszkowej (od Warszawskiej, 21-36),
- Piasta (1-39),
- Piastowska (1-9),
- Poprzeczna,
- Skorupska,
- Słonimska (parzyste),
- Stary Rynek,
- Świętojańska (1-10),
- Warszawska (od 23),
- Wiktorii,
- św. Wojciecha,
- Wylotna

## Działalność parafialna
Miesięcznik „Bóg wśród nas”
Od 28 marca 1993 roku wydawany jest przy parafii miesięcznik pod tytułem "Bóg wśród nas". Od 2009 roku, po paroletniej przerwie, Oddział Katolickiego Stowarzyszenia Młodzieży działający przy parafii wznowił jego wydawanie. Od tamtego czasu jest ona wydawana do chwili obecnej.
"Bóg wśród nas" stawia sobie za cel przekazywanie wiadomości z życia parafii, oraz prezentacja poglądów zgodnych z nauczaniem Kościoła Katolickiego a także konsolidację wspólnoty parafialnej.